# 산타로사주

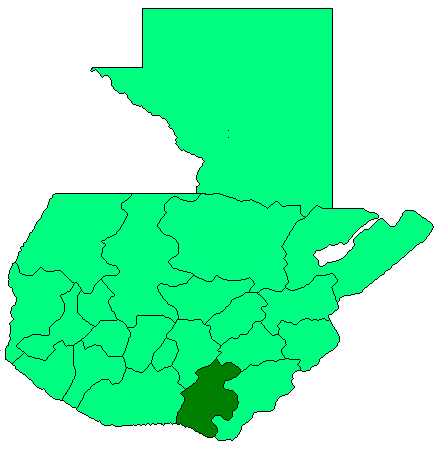
산타로사 주의 위치

산타로사주(스페인어: Departamento de Santa Rosa)는 과테말라 남부에 위치한 주로 주도는 쿠일라파이며 면적은 3,791km2, 인구는 794,951명(2003년 기준)이다.
북쪽으로는 할라파 주, 남쪽으로는 태평양, 동쪽으로는 후티아파 주, 서쪽으로는 에스쿠인틀라 주와 접한다. 14개 지방 자치체를 관할한다.